# Pellegrina

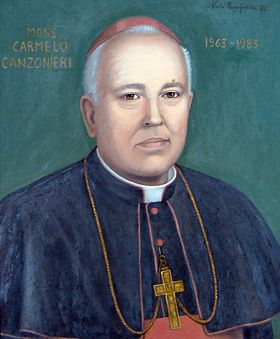
Biskup katolicki ubrany w podszytą amarantową czerwienią czarną sutannę i pellegrinę.

Pelegrina – element sutanny podobny do peleryny. Noszona przez niektórych katolickich księży.

## Opis
Podobna do mucetu, ale otwarta z przodu i przyszyta do sutanny, pellegrina jest krótką pelerynką naramienną sięgającą do łokci. Wykonana jest z czarnego (lub białego w krajach o gorącym klimacie) materiału podszytego purpurą (dla biskupów) lub szkarłatem (dla kardynałów) i obszyta rubinowym sznureczkiem. Papieska pellegrina jest całkowicie biała. W niektórych krajach kapłani noszą pellegrinę w tym samym kolorze co ich zwykła czarna sutanna.

## Zastosowanie

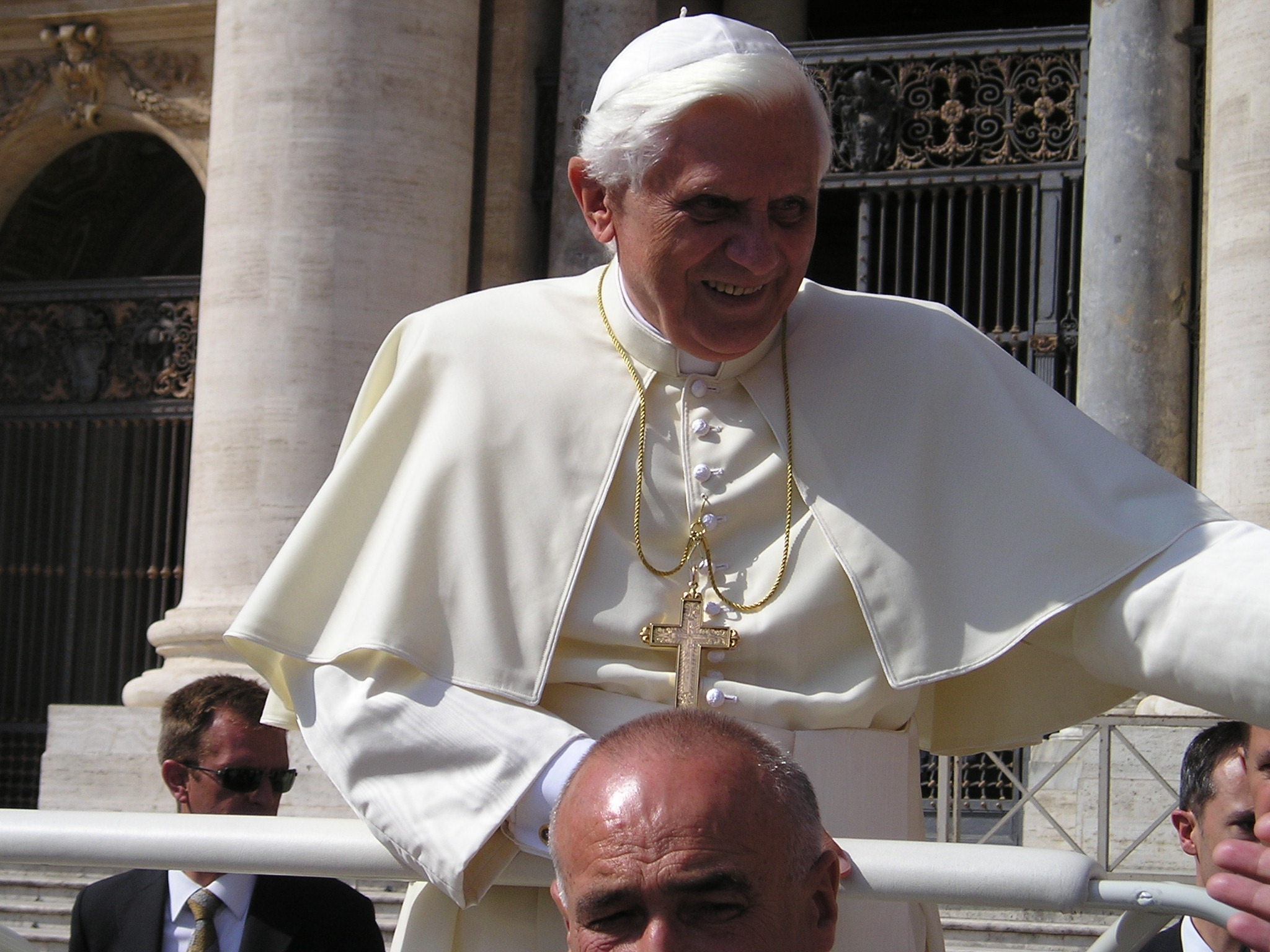
Papież Benedykt XVI noszący białą pellegrinę.

Ogólną zasadą przyjętą przez Kościół Rzymskokatolicki jest, że pellegrina może być noszona przez kardynałów i biskupów razem z sutanną.
W roku 1850, w którym papież Pius IX przywrócił hierarchię katolicką w Anglii i Walii, miał przyznać wszystkim kapłanom przywilej noszenia czarnej repliki własnej białej sutanny z pellegriną. Od tego czasu noszenie pellegriny ze sutanną jest symbolem katolickiego księdza w Anglii i Walii, Szkocji, Irlandii, Australii i Nowej Zelandii.
Dla tej szczególnej kompozycji, która zazwyczaj jest szyta ciasno, John Abel Felix Prosper Nainfa w 1909 roku w swojej książce Costume of Prelates of the Catholic Church zaproponował angielskie słowo simar zamiast cassock. Określenie to jest jednak kontrowersyjne.

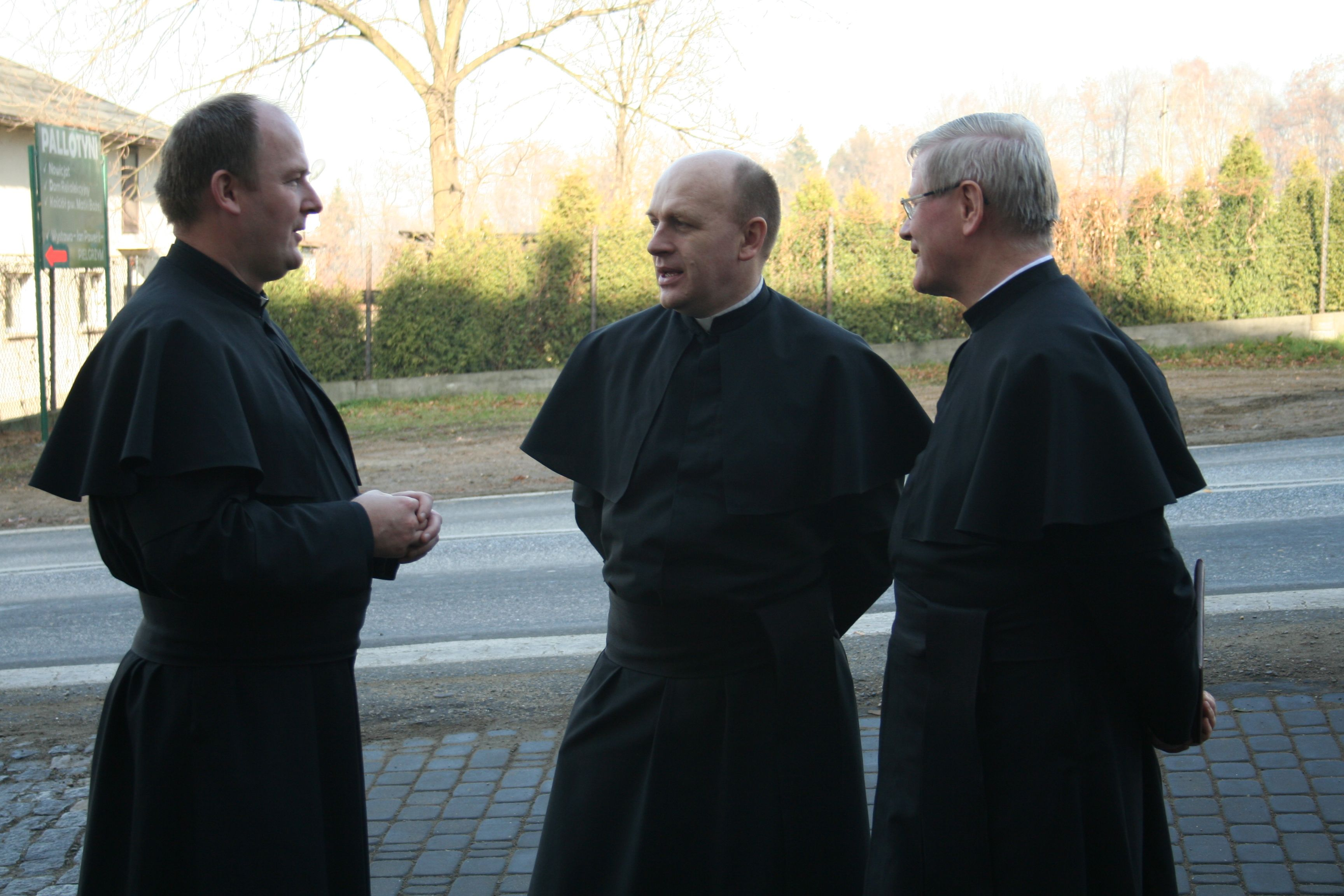
Polscy księża pallotyni noszący czarne sutanny z pellegrinami.

Kiedy papież Benedykt XVI abdykował w 2013 roku, zdecydował, że na emeryturze będzie nosił białą sutannę, ale bez pellegriny.

Papież
Kardynał
Biskup
Prezbiter

## Pochodzenie nazwy
Pellegrina swoją nazwę zawdzięcza podobieństwu do bardziej obszernej peleryny naramiennej z tkaniny lub skóry, która była tradycyjnie noszona przez pielgrzymów (wł. pellegrini).